# Pauropsylla shiwapuriensis
Pauropsylla shiwapuriensis är en insektsart som beskrevs av Miyatake 1981. Pauropsylla shiwapuriensis ingår i släktet Pauropsylla och familjen spetsbladloppor.
Artens utbredningsområde är Nepal. Inga underarter finns listade i Catalogue of Life.